# Otidimorphae
Los otidimorfos (Otidimorphae) son un clado de aves que contiene los órdenes Cuculiformes, Musophagiformes y Otidiformes identificados en 2014 por análisis genómico.
|                | Cuculiformes                                                    |
|                |                                                                 |
| Musophagotides | \| \| Musophagiformes \| \| \| \| \| \| Otidiformes \| \| \| \| |
|                | \| \| Musophagiformes \| \| \| \| \| \| Otidiformes \| \| \| \| |
|                | Musophagiformes                                                 |
|                |                                                                 |
|                | Otidiformes                                                     |
|                |                                                                 |

|  | Musophagiformes |
|  |                 |
|  | Otidiformes     |
|  |                 |

Si bien los Otidiformes parecen estar relacionados con los turacos, otros estudios genéticos han encontrado que los cucos están más relacionados con los Otidiformes que cualquier grupo de ellos con los turacos.
|  | Musophagiformes                                              |
|  |                                                              |
|  | \| \| Otidiformes \| \| \| \| \| \| Cuculiformes \| \| \| \| |
|  |                                                              |
|  | Otidiformes                                                  |
|  |                                                              |
|  | Cuculiformes                                                 |
|  |                                                              |

|  | Otidiformes  |
|  |              |
|  | Cuculiformes |
|  |              |